# Aporrhais senegalensis
Aporrhais senegalensis (nomeada, em inglês, Senegal pelican's-foot. ou Senegalese pelican's-foot; na tradução para o português, "pé-de-pelicano-do-Senegal" ou "pé-de-pelicano-senegalense") é uma espécie de molusco gastrópode marinho do leste do Atlântico, pertencente à família Aporrhaidae, na ordem Littorinimorpha. Foi classificada por John Edward Gray, em 1838, sendo considerada a menor espécie do gênero Aporrhais da Costa, 1778. É nativa de profundidades de 100 até 150 metros, na zona nerítica da costa oeste da África, entre Senegal e Angola; com sua distribuição mais restrita que a de Aporrhais pesgallinae Barnard, 1963

## Descrição da concha
Conchas dotadas de constituição frágil, chegando até pouco mais de 3 centímetros de comprimento, quando desenvolvidas; de espiral moderadamente alta e cônica, com suas voltas dotadas de uma área com tubérculos; no caso de sua volta final, com duas áreas destas. Suturas (junção entre as voltas) muito impressas. O lábio externo possui uma expansão alar, mais ou menos desenvolvida e característica, dotada de três projeções pontudas, uma delas em contato com a espiral e a mais meridional dotada de uma pequena projeção inferior, bem menor; com seu canal sifonal, por vezes alongado, sendo tomado por uma quarta projeção. A coloração é amarelada, alaranjada ou salmão. Interior e columela brancos. Opérculo muito pequeno, córneo e elipsoidal, com bordas lisas.